# Јемственик
Јемственик или јамственик, је конац од црвених, плавих и белих нити који се користи за повезивање службених докумената, а у сличне сврхе, у земљама бивше Југославије, на сличан начин као црвена трака у неким земљама обичајног права
Боје конца представљају заставу Србије која је коришћена у Србији пре стварања Југославије. Касније је коришћен и у Југославији, Хрватској и Словенији (иако њихове заставе имају различите редослед боја, исти редослед је примењиван). Босна и Херцеговина и Црна Гора и даље користе црвено-плаво-бели јемственик упркос промени боја заставе. У Северној Македонији конац се назива емственик (мкд. емственик) и сачињен је од црвено-жуте боје заставе Северне Македоније . 
Израз потиче од речи „јемство” што значи гаранција.